# Autopista Moscú - San Petersburgo
La autopista Moscú – San Petersburgo es una autopista planeada entre Moscú y San Petersburgo. La autovía iría paralela a la autopista M10 y la primera sección está prevista que finalice en 2013. Su construcción ha provocado fuertes protestas de los grupos ecologistas y locales, sobre todo en la zona cercana al bosque de Jimki.

## Ruta
La carretera irá paralela a la autopista M10. Empezará en Moscú, seguirá hasta el óblast de Moscú (90 km), el óblast de Tver (253 km), el óblast de Nóvgorod (233 km), el óblast de Leningrado (75 km) hasta su destino en San Petersburgo.

## Características
- Longitud = unos 700 km
- Velocidad media = 150 km/h
- Número de enlaces = 32
- Número de pasos elevados = 167
- Número de puentes = 85
- Número de carriles = de 4 a 10
- Ancho de los carriles = 3.75 m
- Ancho del arcén = 3.5 m

## Historia
La primera sección de la autopista atraviesa el bosque de Jimki. El 27 de julio de 2009, Severo-Zhapadnaya Concessionnaya Kompania (Compañía Concesionaria Noroeste (NWCC)), un consorcio compuesto por la compañía constructora multinacional francesa Vinci y otras empresas, firmaron un contrato de concesión de la primera sección de la autopista (15-18 km) con la Agencia Federal de Autopistas del Ministerio de Transportes de la Federación Rusa (RosAvtoDor), otorgante de crédito, en presencia del ministro de Transportes ruso Ígor Levitin. El coste total de la construcción es de aproximadamente 1 billón de euros.

En abril de 2010, Vnesheconombank y Sberbank firmaron un acuerdo para conceder un crédito de 29,2 billones de rublos a la NWCC para construir la primera sección de la autopista. Más adelante, el 26 de agosto de 2010, el presidente ruso Dmitri Medvédev detuvo la construcción después de las protestas de los ecologistas contra el paso de la autopista por el bosque de Jimki. Según esta decisión, tenían que llevarse a cabo debates públicos y especializados adicionales sobre la cuestión.

El 14 de diciembre de 2010, el Gobierno ruso decidió continuar con la construcción de la autopista a través del bosque de Jimki. En declaraciones hechas en San Petersburgo, el vice primer ministro Serguéi Ivánov dijo que se plantarían nuevos árboles en un territorio de 500 hectáreas para compensar las 100 hectáreas de bosque taladas en el bosque de Jimki.

## Construcción
Según el director del RosAvtoDor, Anatoli Chabunin, la construcción debería empezar en octubre de 2010 y estará acabada en tres años.

## Protestas ecologistas
La autopista planeada atraviesa el bosque de Jimki. Los ecologistas dicen que el bosque es un ecosistema único, hogar de robles centenarios y de muchas especies de plantas y animales. Por ese motivo, varios grupos se han opuesto a su construcción y se han llevado a cabo protestas,  frecuentemente disueltas por la policía, que ha hecho uso de lo que algunos han descrito como brutalidad policial. Varios manifestantes también han sido atacados e intimidados, y dos periodistas - Mijaíl Beketov de Khimkinskaya Pravda y Oleg Kashin de Kommersant – han sido agredidos en lo que se cree que son ataques relacionados con la cobertura de las protestas.